# Anguilla (Mississippi)
Pour les articles homonymes, voir Anguilla (homonymie).
La ville américaine d’Anguilla est située dans le comté de Sharkey, dans l’État du Mississippi. Lors du recensement de 2000, sa population s’élevait à 907 habitants.

## Source
- (en) Cet article est partiellement ou en totalité issu de l’article de Wikipédia en anglais intitulé « Anguilla, Mississippi » (voir la liste des auteurs).